# Haminoea exigua
Espèce
Haminoea exigua, la Petite bulle, est une espèce de mollusques gastéropodes de la famille des Haminoeidae.

## Distribution
Haminoea exigua se rencontre en mer méditerranée et dans l'étang de Thau.

## Description
Cette espèce, comparée aux autres espèces du genre, est très sombre et de petite taille, seule sa coquille est blanchâtre mais elle présente des motifs noirs. L'identification demeure toutefois délicate car le statut des genres et espèces de cette famille est incertain en raison de manque de données génétiques.

## Systématique
Le nom valide complet (avec auteur) de ce taxon est Haminoea exigua (Schaefer, 1992).
L'espèce a été initialement classée dans le genre Haminaea sous le protonyme Haminaea exigua Schaefer, 1992,.
Haminoea exigua a pour synonyme :
- Haminaea exigua Schaefer, 1992

## Publication originale
- (en) Kurt Schaefer, « Haminaea exigua (Gastropoda, Opisthobranchia), a New Cephalaspid Species from the Mediterranean Sea », Journal of Molluscan Studies, OUP et Malacological Society of London, vol. 58, no 3,‎ juillet 1992, p. 329-336 (ISSN 0260-1230 et 1464-3766, DOI 10.1093/MOLLUS/58.3.329).